# 25. pehotna divizija (ZDA)
Za druge 25. divizije glejte 25. divizija.
25. pehotna divizija »Tropska strela« (izvirno angleško 25th Infantry Division »Tropic Lightning«) je ena od aktivnih pehotnih divizij Kopenske vojske Združenih držav Amerike, ki trenutno sodeluje v globalni vojni proti terorizmu, tako v Afganistanu kot v Iraku.
Trenutno v sestavi divizije delujejo Stryker, lahkopehotne, zračnoprevozne in letalske enote.
Do leta 2006 je imela enota imela v nazivu tudi oznako lahka, ki pa jo je zgubila zaradi reorganizacije ter s tem močnim povečanjem divizijske moči.

## Zgodovina

### Ustanovitev
25. pehotna divizija je bila ustanovljena 1. oktobra 1941 v Schofield Barracks (Havaji) z razpustitivijo Havajske divizije. Havajska divizija je branila Havaje od leta 1921, nakar je bila 1941 razpuščena in iz njenih enot so ustanovili 24. in 25. pehotno divizijo, ki je danes neaktivna.
25. divizija je dobila 27. in 35. pehotni polk ter 8. poljski artilerijski polk iz sestave razformirane divizije. Da bi divizija dosegla zahtevano število 3 polkov, so ji dodelili 298. pehotni polk Havajske nacionalne garde.

### Druga svetovna vojna
Komaj dva meseca po nastanku divizije je Japonski imperij 7. decembra napadel Pearl Harbor in tako se je pričela druga svetovna vojna tudi za ZDA in s tem tudi za novoustanovljeno 25. divizijo; napadajoča letala so napadla tudi divizijske objekte na otoku Oahu. 25. in njena sestrska 24. divizija sta bili tako prvi ameriški diviziji, ki sta doživeli boj v drugi svetovni vojni. Divizija je takoj zasedla dodeljene obrambne sektorje na južnih in vzhodnih obalah otoka, pripravljena, da ga obrani pred morebitnim japonskim izkrcanjem; nato je bila premeščena na Pearl Harbor in Honolulu z isto nalogo. 3. avgusta 1942 je bil 298. pehotni polk zamenjan z 161. pehotnim polkom Washingtonske nacionalne garde, ki je bil na poti na Filipine, ko so Japonci napadli in so ga zato preusmerili na Havaje. Razlog za zamenjavo je bil ta, da je bilo veliko pripadnikov 298. polka japonskega porekla, zato jim niso zaupali, da se bodo borili proti svojim rojakom (pozneje so iz njih organizirali 100. pehotni bataljon, ki se je izkazal v Evropi).
Branjenje otokov je opravljala do novembra 1942, ko je divizija opravila obsežno urjenje džungelskega in amfibijskega bojevanja, nakar so se začeli 25. novembra 1942 premeščati na Salomonove otoke, kjer so zamenjali 1. marinsko divizijo v bližini Henderson Fielda; zdaj so delovali v sestavi 14. korpusa.
Bitka za Guadalcanal je bila prva večja kampanja divizije in s tem tudi celotnih Oboroženih sil ZDA. Divizija se je na Guadalcanal začela izkrcavati 17. decembra pri reki Tenaru. 7. januarja istega leta se je začela ofenziva proti japonskim branilcem; divizija je nastopila šele 10. januarja. Sodelovala je pri zavzetju Kokumbone in uničenju japonskih oborožnih sil okoli gore Austen. Zaradi nevarnosti večjih sovražnikovih protinapadov se je ofenziva začasno ustavila, nakar so divizijske enote zamenjale ogrožen 147. pehotni polk in začele prodirati proti Cape Esperance. Ko so se ameriške enote srečale v bližini polotoka, je sovražnik kapituliral. V džungli, kjer je mrgolelo tropskih bolezni in odločnih, zagrizenih sovražnikov, je divizija do 5. februarja 1943 izpolnila svoje cilje in to tako hitro, da je dobila vzdevek »Tropska strela«. Divizija je kot garnizijska enota ostala na otoku do 21. julija.
Tega dne, 21. julij 1943, so divizijske prednje enote pristale na Mundi (Nova Georgija). Divizijski 35. pehotni polk v sestavi Severne pristajalne sile je sodeloval pri zavzetju Vella Lavelli; boj je trajal od 15. avgusta do 15. septembra (organiziran odpor na Novi Georgiji se je končal 25. avgusta). Istočasno so ostale divizijske enote pristale na drugem delu otoka, zavzele Zieto, se v 19 dneh prebile skozi džunglo in zavzele zaliv Bairoko ter tako osvobodile ves otok. 24. septembra so očistili otok Arundel in 6. oktobra še otok Kolombangara s pomembnim letališčem Villa. KOV ZDA je 25. septembra 1944 potrdila divizijski našitek (rdeč in rumen taro list, ki predstavljata havajski izvor divizije in strela, ki ponazarja vzdevek).
Do 22. oktobra 1943 se je celotna divizija umaknila iz fronte na zaslužen počitek in popolnitev in to na Novo Zelandijo; zadnji divizijski elementi so prispeli 5. decembra. Med 3. februarjem in 14. marcem 1944 je bila celotna divizija premeščena na Novo Kaledonijo, kjer se je pripravljala na naslednjo operacijo.
11. januarja 1945 so bili v sestavi 6. armade poslani na Filipine, da jih osvobodijo. Divizija je pristala pri San Fabijanu na otoku Luzon; dodeljena je bila 1. korpusu kot njeno levo krilo in 16. januarja je pričela z ofenzivo, da očisti osrednji del otoka (luzonsko osrednjo planoto) in pomembno avtocesto št. 5 do prestolnice Manile. 17. januarja se je divizija spopadla z Japonci pri Binalonanu. Prodirajoč čez riževa polja je zavzela Umingan, Lupao in San Jose in istočasno uničila velik del japonskih oklepnih enot. Divizija se je 21. februarja začela prebijati skozi gorovje Caraballo, tako da je napadla in osvojila en vrh za drugim (Digdig, Putlan in Kapintalan); 13. maja 1945 pa je zasedla ključni prelaz Balete. 27. maja je zavzela tudi Santa Fe ter tako »odprla vrata« v dolino Cagajan. Nato je še do 25. junija sodelovala pri čiščenju osvobojenega ozemlja. Svojo nalogo pri osvobajanju Filipinov je izpolnila po 165 dneh nenehnega bojevanja 30. junija 1945. Od vseh divizij v sestavi 6. armade je prav 25. imela največ izgub med celotno kampanjo, kar kaže, da so ji zaupali izvrševanje najtežjih nalog.
30. junija 1945 je bila prestavljena v rezervo blizu Tarlaca, kjer se je urila za načrtovano invazijo na Japonsko, kamor bi morala odpluti 20. septembra, a je Japonska prej kapitulirala.
Med drugo svetovno vojno je divizija sodelovala v 4 kampanjah in 6 pripadnikov divizije je prejelo medaljo časti za njihove zasluge.

### Zasedba in hladna vojna
Pozno septembra 1945 so divizijo poslali na Japonsko, da opravlja zasedbene naloge na otoku Honšu s štabom v mestu Nagoja. Na Japonsko je prispela v začetku oktobra. Takoj je pričela z razorožitvijo vseh japonskih oboroženih sil v okolici in uničevanjem zasežene vojaške opreme.
1. novembra 1945 so deaktivirali 161. pehotni polk, ki ga je zamenjal 4. pehotni polk. V začetku januarja 1946 se je povečalo območje delovanja na območje na novo deaktiviranih 33. in 98. pehotne divizije. Istočasno se je preselila v Osako. V Osaki sta 27. pehotni in 8. poljski artilerijski polk  »posvojila« otroško sirotišnico in si prislužila velik svetovni sloves.
V času zasedbe je 4. pehotni polk organiziral 300 skupin, ki so sodelovale pri cepljenju japonskih civilistov.
1. februarja 1947 je 24. pehotni polk zamenjal 4. pehotni polk. Oba druga, 27. in 35. pehotna polka, sta imela le dva bataljona, poljski artilerijski bataljoni le dve dejavni bateriji in tankovski bataljon le eno četo lahkih tankov zaradi slabega japonskega cestnega omrežja.

### Korejska vojna
Po stopnjevanju napetosti med obema Korejama, je 25. januarja 1950 Severna Koreja sprožila invazijo na južno sosedo. Divizije Kopenske vojske ZDA, nastanjene na Japonskem, so hitro poslali v Južno Korejo, da zaustavijo komunistični napad. 25. pehotna divizija je 5. julija 1950 dobila ukaz za premik. Do srede julija je bila divizija popolno opremljena in pripravljena na srečanje s sovražnikom. 20. julija 1950 je 3. bataljon 24. pehotnega polka doživel prvo bojno akcijo, ko je napadel in uničil utrjeno cestno križišče pri Ječonu; prav ta akcija je bila tudi prvo pomembnejše ameriško ponovno zavzetje izgubljenega ozemlja v celotni korejski vojni. Divizija je bila izpostavljena hudim pritiskom in je bila prisiljena se umakniti v pusanski perimeter. 8. septembra 1950 so zaustavili severnokorejski napad.
Divizija je bila pomemben dejavnik pri preboju iz pusanskega perimetra in posledičnega srečanja z 10. korpusom, ki se je izkrcal pri Inčonu; sledila je bitka za Inčon. Oborožene sile OZN so dosegle 38. vzporednik in v procesu uničile vse severnokorejske vojaške enote. Po prečkanju vzporednika, v sestavi 8. armade, je divizija vdrla v Severno Korejo.
26. novembra 1950 so Kitajci sprožili veliko ofenzivo, ki je potisnila sile OZN do 38. poldnevnika, kjer se je fronta ustalila.
Jeseni 1951 je divizija doživela nekaj strukturnih sprememb. 1. oktobra je bil 24. pehotni polk deaktiviran in zamenjan s 14. pehotnim polkom »Zlati zmaji« ter 69. poljski artilerijski bataljon je zamenjal 159. poljski artilerijski bataljon. 14. novembra so deaktivirali še 755. tankovski bataljon in ga istočasno zamenjali z 89. tankovskim bataljonom.
Med majem in julijem 1953 je divizija sodelovala v obrambi Seoula, s čimer si je prislužila še drugo južnokorejsko predsedniško pohvalo enote.
25. divizija je v korejski vojni sodelovala skupaj 37 mesecev in v vseh 10 kampanjah; v tem času so prejeli 11 predsedniških pohval enote ter 14 pripadnikov je prejelo medaljo časti.

### Hladna vojna 2. del
Po 12-letni odsotnosti se je jeseni 1954 divizija vrnila v svoje matično oporišče, kjer je prevzela novo dolžnost; postala je strateška rezerva za celotno področje Pacifika in Daljnega vzhoda. Tako je divizija začela urjenje na Filipinih, na Tajskem in drugje, kjer je preizkušala bojno pripravljenost. Ponovno so začeli ustanavljati tečaje džungelskega in protigverilskega bojevanja na podlagi izkušenj iz druge svetovne vojne ter pričakovanj prihodnjih bojev... S tem je bila 25. pehotna divizija edina izurjena protigverilska enota te velikosti v Kopenski vojski ZDA.
V sklopu z reorganizacijo celotne Kopenske vojske ZDA so reorganizirali divizijske 3 polke v pet bojnih skupin in ji dodali še: 3. konjeniški izvidniški eskadron 4. konjeniškega polka, 3. oklepni bataljon 69. oklepnega polka (1963 preimenovan v 1. bataljon 69. oklepnega polka) in aviacijsko četo. Da bi ohranili tradicijo zgodovinskih polkov, je Kopenska vojska ZDA uvedla tudi CARS (Bojni polkovni sistem). Tako so bili 14., 27. in 35. pehotni polk reorganizirani v 1. bojno skupino 14. pehotnega, 2. bojno skupino 19. pehotnega, 2. bojno skupino 21. pehotnega, 1. bojno skupino 27. pehotnega in 1. bojno skupino 35. pehotnega polka. Artilerija in protiletalska obramba sta bili združeni v 1. bataljon 8. artilerijskega, 2. bataljon 9. artilerijskega, 7. bataljon 11. artilerijskega in 3. bataljon 13. poljskega artilerijskega polka.
Leta 1963 so ponovno reorganizirali divizijo, tako da so ukinili bojne skupine in aktivirali 1., 2. in 3. brigado s 7 bataljoni.

### Vietnamska vojna
3. brigada, 25. pehotna divizija je bil prvi divizijski element, ki je bil pripravljen za vietnamsko vojno. 1. bataljon 14. pehotnega polka je bil premeščen k 3. brigadi] kot njen 3. bataljon, prav tako 2. bataljon 9. poljskega artilerijskega polka, ki je izvajal neposredno podporo in trop C 3. bataljona 4. konjeniškega polka, ki je predstavljal brigadni izvidniški element. 28. decembra 1965 so deli brigade prispeli v Pleiku v Centralno vietnamsko višavje. Takoj so sodelovali v sklopu operacije Modra svetloba, ki je bila do tedaj največja zračnopremična vojaška operacija ZDA. 1. bataljon 69. oklepnega polka se je maja 1966 pridružil brigadi. Brigada je bila vpletena v boje z severnovietnamskimi enotami vzdolž kamboške meje in z Vietkongom v provinci Quang Ngai, za kar je celotna divizija prejela Medaljo hrabre enote.
Preostanek divizije je prispel v provinco Cu Či, severnozahodno od Sajgona, šele januarja 1966. Zadnja divizijska enota, ki je prišla, je bila 1. brigada in to 29. aprila 1966. Slednja je pred odhodom iz Havajev dobila še 4. bataljon 9. pehotnega in 4. bataljon 23. pehotnega polka, saj je bila do tedaj oslabljena. V obdobju med poletjem 1966 in pomladjo 1967 je bila največja divizija v Vietnamu, saj je imela kar štiri brigade: 1. in 2. lastni ter 3. brigado 4. pehotne divizije in 196. lahko pehotno brigado. Od septembra do novembra 1966 je sodelovala v operaciji Attleboro, v vojni coni C vzhodno od Tay Ning Citya, ki je bila do takrat največja operacija, ki je privedla do uničenja 9. vietkongovške divizije. Zgodaj leta 1967 je nato sodelovala še v dveh operacijah: Cedar Falls in Junction City.
Aprila 1967 je bila 196. brigada premeščena v Ču Laj k 1. korpusu, tako da je divizija imela le 3 brigade. 1. avgusta istega leta se ji je ponovno pridružila 3. brigada, hkrati pa je prevzela kontrolo nad bivšimi elementi 3. brigade 4. pehotne divizije, 2. bataljonom 12. pehotnega polka, 2. bataljonom (mehaniziranim 22. pehotnega polka in 3. bataljonom 22. pehotnega polka. 2. bataljon 77. poljskega artilerijskega polka je bil dodeljen divizijski artileriji. V zameno je 4. divizija prevzela kontrolo nad enotami, ki so pripadale 3. brigadi razen tropa C in več drugih čet, ki so se pridružile diviziji brez osebja in opreme.
Od 1966 do 1970 se je divizija borila severno in zahodno od Sajgona. Med Tet ofenzivo leta 1968 je preprečila zavzetje Ton Son Nhuta in sodelovala v obrambi Sajgona.
6. decembra 1970 se je pričela divizija umikati iz Vietnama; umik se je končal 20. aprila 1971 z odhodom 2. brigade. V času vietnamske vojne je služila 1.716 bojnih dni v 12 kampanjah in prejela 21 enotnih odlikovanj. 21 pripadnikov divizije je prejelo medaljo časti.
6. decembra 1970 je divizija dobila enote deaktivirane 4. brigade, ki so okrepile 1. brigado.

### Hladna vojna 3. del
Za obdobje skoraj dveh let je bila 1. brigada 25. pehotne divizije edina strateška rezerva Kopenske vojske ZDA. Leta 1972 je KOV ZDA ukazala, da se divizija vrne v polno sestavo. 2. brigada 25. pehotne divizije, ki je bila leta 1971 deaktivirana, je bila aktivirana z ostankom divizije, razen 3. brigade 25. pehotne divizije, ki je ostala v deaktiviranem statusu. 29. pehotna brigada (Havajska nacionalna garda) je predstavljala divizijsko enoto za primer državne nevarnosti. V tem času je bila 25. pehotna divizija edina divizija Kopenske vojske ZDA, ki nikoli ni bila na področju Kontinentalnih ZDA.
V 80. letih 20. stoletja je tako opravljala urjenje po različnih krajih Pacifika in Daljnega vzhoda.
Leta 1985 je bila reorganizirana v popolno lahko pehotno divizijo, tako da bi bila zmožna tudi zračnega transporta. 3. brigada je bila reaktivirana in dodanih je bilo 8 novih pehotnih bataljonov. Konjeniški eskadron je bil reorganiziran v Zračnoizvidniški eskadron 9. konjeniškega polka. Reorganizacija je bila zaključena 1. oktobra 1986.

### Operacija Puščavska nevihta
Januarja 1991 so bili v Saudovo Arabijo premeščeni trije vodi iz čet A, B in C 4. bataljona 27. pehotnega polka; ti trije vodi so predstavljali celotno zasedbo 25. pehotne divizije v operaciji Puščavska nevihta.
Sprva so načrtovali, da bodo vodi predstavljali nadomestne oddelke za druge vojaške enote, toda ko so opazili njihovo izjemno znanje puščavskega bojevanja, so postali zaščitno-varnostna sila za prednje poveljstvo 3. ameriške armade. V tej vlogi so vodi 26. februarja istega leta sodelovali v napadu proti Kuwait Cityju; varovali so območje okoli poveljstva in sodelovali v čiščenju urbanih naselij ter minskih poljih. Po končanem napadu je bil vod čete A oddvojen od ostalih dve vodov, saj je 1. marca 1991 pospremil generala Schwarzkopfa v Irak na podpis premirja.
Vsi trije vodi so se 20. marca 1991 vrnili v matično oporišče Schofield Barracks, ne da bi utrpeli kakršnekoli izgube v celotni vojaški operaciji.

### Mirovne operacije
Od januarja do junija 1995 je 4.000 pripadnikov divizije (2. in 3. brigada divizije) sodelovalo v operaciji Uphold Democracy na Haitiju. Divizijski štab je služil kot štab multinacionalnih sil 27 držav. Čeprav se je misija uradno končala že marca 1995, je zadnji kontingent zapustil otok šele junija.
V času te mirovne operacije je bila 1. brigada 25. pehotne divizije deaktivirana na Havajih in reaktivirana v Fort Lewis (Washington) brez osebja in opreme; brigada je vseeno ostala pod poveljstvom divizije kot oddvojeni element. Neaktivna 1. brigada 7. (lahke) pehotne divizije je bila preimenovana kot nova 1. brigada 25. pehotne divizije. Prav tako se je vrnil v sestavo 24. pehotni polk.
Aprila 2002 je bilo 1.000 pripadnikov divizije poslanih v Bosno in Hercegovino v sklopu SFORjeve misije XI; v tem času so delovali v sestavi Task Force Eagle. To je bila tudi prva divizijska misija na evropskih tleh. Tu so ostali do septembra istega leta; v tem času so sodelovali med operacijo Aktivna žetev (čiščenje minskih polij in uničevanje zasežene oborožitve), pri čemer so v 6 mesecih zasegli čez 849 pušk, 182 mitraljezov, 187 raketometalcev in 389.000 kosov streliva.

### Stryker brigadna bojna skupina
Leta 2002 se je pričela reorganizacija 1. brigade 25. pehotne divizije v Strykerjevo brigadno bojno skupino (SBCT); v ta namen je dobila nov pehotni in izvidniški bataljon ter protitanskovsko četo; ostale divizijske enote so bile tudi reorganizirane, da bi čimbolje podpirale 1. brigado. Reorganizacija je bila zaključena v sredini leta 2004.
12. julija 2001 je bilo oznanjeno, da bo tudi 2. brigada 25. pehotne divizije reorganizirana v SBCT, tako da bo bila 25. divizija edina divizija z dvema Stryker brigadnima bojnima skupinama v sestavi.

### Globalna vojna proti terorizmu
V začetnih fazah operacije Iraška svoboda je sodelovalo okoli 100 pripadnikov divizije, ki so bili dodeljeni različnim enotam. Avgusta 2003 je Kopenska vojska ZDA izdala ukaz, da bo 2. brigada 25. pehotne divizije februarja 2004 premeščena v Afganistan, kamor ji bo avgusta istega leta sledila še 3. brigada 25. pehotne divizije. Obe brigadi bi opravili šestmesečno turo; zaradi razvoja dogodkov pa so novembra 2003 spremenili ukaze.
Januarja 2004 sta bila 2. brigadna bojna ekipa (izvirno angleško 2nd Brigade Combat Team; kratica 2. BCT) in 1. bataljon 25. aviacijskega polka premeščena v Irak; 2. BCT je bila dodeljena 1. pehotni diviziji (mehanizirani) kot nadomestilo za odhajajočo 173. zračnoprevozno brigado. 2. BCT so namestili v in samo okolico Kirkuka in je odgovarjala za zaščito samega mesta kot neposredne okolice. 1. bataljon 25. aviacijskega polka pa je bil nameščen v Bagdadu z nalogo zračne podpore v in okolici prestolnice.
V Iraku je brigada bojna ekipa delovala v petih samostojnih bojnih skupinah (Task Forces). Glavni trije pehotni bataljoni so delovali tako, da je 1. bataljon 14. pehotnega polka deloval v Kirkuku, Tall Afarju, Najafu, Samarri in Mosulu, 1. bataljon 21. pehotnega polka je deloval izključno v Kirkuku ter 1. bataljon 27. pehotnega polka je izvedel dva zračna desanta in 60 drugih operacij. 2. bataljon 11. poljskega artilerijskega polka je BCT zagotavljal ustrezno ognjeno podporo. 225. oskrbovalni bataljon je zagotavljal celotno logistično in medicinsko podporo v vseh brigadnih operacijah. Brigadina enoletna misija je bila podaljšana za en mesec zaradi splošnih predsedniških volitev. Pozno februarja 2005 se je brigada vrnila na Havaje. Poveljnik divizije se je v ZDA vrnil 15. marca istega leta.
1. bataljon (jurišni) 25. aviacijskega polka je bil nameščen v Campu Taji in je v istem času opravil več kot 6.000 bojnih misij s skupaj več kot 25.000 letalskimi urami. Bataljon je podpiral 1. konjeniško, 1. oklepno in 82. zračnoprevozno divizijo s svojimi 24 OH-58D helikopterji; prav tako je vzdrževal varnost zračnega prostora na bagdadskem letališču. Bataljon se je s 2. brigado istočasno vrnil domov.
Od februarja do aprila 2004 so bili divizijsko poveljstvo, divizijska artilerija, aviacijska brigada, podporna brigada in 3. brigadna bojna ekipa premeščeni v Afganistan za enoletno turo.
25. divizijsko poveljstvo je bilo nastanjeno na letališču Bagram in je služilo kot poveljstvo Kombinirane/Skupne Task Force 76 med operacijo Enduring Freedom in je tako poveljevalo vsem koalicijskim silam v Afganistanu. Divizijski poveljnik, generalmajor Eric T. Olsen, je istočasno postal poveljnik CJTF-76. Prav tako je podporna brigada predstavljala podporno poveljstvo za celotno CJTF-76 in je bila tudi nastanjena na letališču Bagram. Divizijska artilerija je bila reorganizirana v Combined Task Force Thunder in prevzela odgovornost za Vzhodno regijsko poveljstvo; to je zajemalo varovanje 16 vzhodnoafganistanskih provinc. Trije pehotni bataljoni, eden od njih je bil 2. bataljon 27. pehotnega polka, so bili dodeljeni v operacijsko kotrolo. Septembra 2004 je bila CTF Thunder premeščena v provinco Khovst. Poveljstvo aviacijske brigade je bila tudi nameščeno na bagramskem letališču in je služilo kot poveljstvo JTF Wings, pri čemer je nadzorovalo, koordiniralo in poveljevalo vsa zrakoplovna sredstva in operacijam za zračno podporo CJTF-76. 3. brigadna bojna ekipa je bila nameščena na letališču Kandahar kot Combined Task Force Bronco z odgovornostjo za Regijsko poveljstvo Jug, ter imela operacijsko kotrolo nad petimi bataljoni, vključno z 2. bataljonom 5. pehotnega, 2. bataljonom 35. pehotnega, 3. bataljonom 7. poljsko-artilerijskega in 4. bataljonom 4. konjeniškega polka.
Po prihodu v državo so enote 25. pehotne divizije prevzele izvajanje operacije Gorska nevihta, katere primarni cilj je bil uničiti oz. onemogočiti delovanja upornikov, ki so hoteli preprečiti afganistanske predsedniške volitve oktobra 2004. Ta napor se je nadaljeval z operacijo Bliskoviti razvoj, ki se je začela julija 2004, ki se je končala z uspehom, ko je 9. oktobra 2004 8.5 milijonov Afganistancev lahko volilo brez večjih napadov uporabnikov. Med zimskimi meseci so sprožili operacijo Bliskovita svoboda, v sklopu katere so nadaljevali bojne akcije proti upornikom ter hkrati priskrbeli podporo pri obnovi Afganistana in urjenju arganistanskih varnostnih sil. Marca 2005 je začela divizija proces preložitve svojih odgovornosti nad CJTF-76 na Južno evropsko bojno skupino in na 173. zračnoprevozno brigado ter se začela vračati domov, v Schofield Barracks.
Potem, ko so se domov vrnile enote iz uspešnih misij v Afganistanu in Iraku, je divizija še naprej sodelovala v globalni vojni proti terorizmu s svojo 1. brigadno bojno ekipo (Stryker), ki je sodelovala v operaciji Iraška svoboda. V Irak je prispela oktobra 2004 na enoletno turo. Operacijsko področje je obsegalo mesto Mosul in neposredno okolico; tu je brigada doživela hude boje z uporniki. Domov v Fort Lewis (Washington) se je vrnila oktobra 2005.

### Reorganizacija
V začetku leta 2004 je Kopenska vojska ZDA objavila svoj Kampanjski načrt Kopenske vojske ZDA. Cilji načrta so bili organizacija boljše kopenske vojske, ki bo lahko bolje odgovorila na grožnje proti ZDA. Ključni del načrta je bila povečanje števila kohenzivnih posredovalnih enot ter povečanje celotnih sil in osebne stabilnosti. Kopenska vojska ZDA je tako načrtovala reorganizacijo v modularno silo, tako da bo standardizirala obliko bojnih enot ter spremenila divizijsko usmerjeno organizacijo, ki je bila v uporabi od druge svetovne vojne, v brigadno usmerjeno silo.
Začetna faza modularne preobrazbe je zajemala reorganizacijo sedmih od skupaj desetih aktivnokomponentnih divizij v fiskalnem letu 2007. Modularna preobrazba 3. pehotne, 4. pehotne, 10. gorske in 101. zračnoprevozne divizije se je že končala. 1. konjeniška in 82. zračnoprevozna divizija sta začeli z modularno preobrazbo že v fiskalnem letu 2006. 25. pehotna divizija se je pričela reorganizirati v letu 2005 in proces je bil zaključen leta 2008.
25. pehotna divizija je bila reorganizirana, tako da ima 4 brigadne bojne ekipe: zračnoprevozno, 2 Stryker brigadni bojni skupini, vzdrževalno brigado, aviacijsko brigado in divizijski štab.
Vsaka pehotna brigadna bojna ekipa (tudi Akcijska enota) bo sestavljena iz dveh pehotnih bataljonov, izvidniškega, nadzornega in ciljno pridobitvenega konjeniškega eskadrona, direktnopodpornega poljsko-artilerijskega bataljona, podpornega bataljona in bataljona posebnih enot, ki bo sestavljen iz inženirske čete, vojaškoobveščevalne čete, komunikacijske čete in voda vojaške policije.
1. brigada 25. pehotne divizije je zaključila reorganizacijo v SBCT leta 2004, 2. brigada 25. pehotne divizije pa leto pozneje.
Divizijsko podporno poveljstvo je bilo reorganizirano v vzdrževalno brigado; tako bo bila sestavljena iz različnih trenutnih korpusnih bojnopodpornih enot. Aviacijska brigada naj bi bila reorganizirana v dva bataljona jurišnih helikopterjev, jurišni letalski bataljon, splošnopodporni aviacijski bataljon in aviacijski podporni bataljon.
Divizijski štab (tudi Namestitvena enota; izvirno angleško Unit of Employment X; kratica UEx) je tudi po reorganizaciji primarni taktični in operacijski |vojno-bojujoči štab KOV ZDA. UEx je tako sestavljen iz osrednje poveljniške postaje, ki načrtuje in analizira ter dveh taktičnih poveljniških postaj, ki sta odgovorni za poveljevanje različnih vrst operacij istočasno. Divizijski štab nima nobenih organsko podrejenih elementov, razen divizijskega bataljona posebnih enot, ki je sestavljen iz komunikacijskih in varnostnih elementov. UEx je sposoben kontrolirati do šest manevrskih brigad (katerokoli vrste) v boju in še več v stabilizacijskih operacijah.
Da bo uspela reorganizacija v nove brigande bataljone posebnih enot, bodo deaktivirane vse divizijske inženirske, vojaškoobveščevalne, komunikacijske, vojaškopolicijske in kemične enote. Poleg tega bodo deaktivirani še pehotni bataljon 3. brigade, zračnoobrambni artilerijski bataljon, baterija 155mm havbic, štabna baterija divizijske artilerije in divizijska prištabna četa.
Kot je bilo načrtovano, se je modularna preobrazba začela v zadnjem četrtletju fiskalnega leta 2005 (julij-september CY 2005), ko je bila julija 2005 v Fort Richardsonu (Aljaska) aktivirana tudi 4. brigadna bojna ekipa (zračnoprevozna) kot zračnoprevozna pehotna brigadna bojna ekipa (Akcijska enota); ta bojna ekipa je sestavljena iz 1. bataljona 501. pehotnega, 3. bataljona 509. pehotnega, 1. eskadrona 40. konjeniškega, 2. bataljona 377. poljskega artilerijskega polka, 4. brigadnega bataljona posebnih enot, 167. podpornega bataljona in štaba ter štabne čete 4. brigade (HHC). Vse naštete enote imajo zračnoprevozni (padalski) status. HHC je tako edina enota v tej novi brigadi, ki je že predhodno služila v sestavi 25. pehotne divizije.
V prvem četrtletju FY2006 (oktober-december CY 2005) so se elementi divizije vrnili nazaj v Schofield Barracks iz Iraka (februar 2005) in iz Afganistana (april 2005) ter takoj začeli z reorganizacijo. 2. brigada je bila reorganizirana v SBCT, 3. brigada v pehotno brigadno bojno ekipo; to velja tudi za divizijski štab, podporno poveljstvo in aviacijsko brigado. Celotna reorganizacija je bila zaključena v poznem FY2007.
Sprva je bilo načrtovano, da bo bila 5. pehotna brigadna bojna ekipa aktivirana v Fort Benningu (Georgija) v drugem četrtletju FY2006 (januar-marec 2006). Toda po predlogu Komisije za premestitev in zaprtje baz (BRAC) leta 2005 so spremenili načrt tako, da naj bi bila 5. brigada aktivirala v Fort Knoxu (Kentucky). 5. brigada bi tako bila sestavljena iz: 3. bataljona 14. pehotnega, 3. bataljona 27. pehotnega, 5. eskadrona 9. konjeniškega, 1. bataljona 8. poljskega artilerijskega polka, 725. podpornega bataljona, 5. brigadnega bataljona posebnih enot in HHC, 5. brigada. Vse naštete enote, razen 5. brigadnega bataljona posebnih enot, so že predhodno služile v sestavi 25. pehotne divizije. Kopenska vojska ZDA je tudi oznanila, da bo bila ustanovljena tudi 6. brigada (in sicer aktivirana v drugem četrtletju FY2006 v Fort Rileyu (Kansas)), pri čemer bi bila sestavljena iz naslednjih enot: 3. bataljona 5. pehotnega, 1. bataljona 35. pehotnega, 1. eskadrona 89. konjeniškega, 7. bataljonom 8. poljsko-artilerijskega polka, 6. brigadnega bataljona posebnih enot, 610. podpornega bataljona in HHC, 6. brigada. Vse naštete enote, razen 6. brigadnega bataljona posebnih enot, so že predhodno služile v sestavi 25. pehotne divizije. A zaradi prevelikih stroškov 5. in 6. brigada nista nikoli bili aktivirani.
S preoblikovanjem je januarja 2006 divizija izgubila tudi dosedanji naziv lahka.
15. decembra 2006 je bila 172. pehotna brigada (samostojna) preoblikovana v 1. STBCT 25. pehotne divizije, medtem ko je bila dotedanja 1. SBCT preimenovana v 2. Stryker konjeniški polk ter premeščena v Vilseck (Nemčija).

### Irak in Afganistan
Marca 2009 so bile 1., 2. in 3. brigada ponovno poslane v Irak, medtem ko je bila 4. brigada poslana v Afganistan. Med junijem in avgustom 2009 je 25. pehotna divizija sodelovala v operaciji Šampionski meč.

## Kampanje & divizijska odlikovanja
Kampanje
- druga svetovna vojna:

- osrednji Pacifik
- Guadalcanal
- severni Salomonovi otoki
- Luzon

- korejska vojna:

- obramba OZN
- ofenziva ZN
- intervencija kitajskih komunističnih sil
- prva ZN protiofenziva
- spomladanska ofenziva kitajskih komunističnih sil
- ZN poletno-jesenska ofenziva
- druga zima
- poletje-jesen 1952
- tretja zima
- poletje 1953

- vietnamska vojna:

- vietnamska protiofenziva in faze II/III/IV/V/VI/VII
- zatočiščna protiofenziva
- poletje-jesen 1969

Divizijska odlikovanja
- filipinska predsedniška omemba enote (na trakcu izvezeno »17. oktober 1944 do 4. julij 1945«)
- korejska predsedniška omemba enote (na trakcu izvezeno »MASAN-CHINJU«)
- korejska predsedniška omemba enote (na trakcu izvezeno »MUNSAN-NI«)
- pohvala zaslužne enote (KOV ZDA) (na trakcu izvezeno »VIETNAM 1969«)
- vietnamski križec viteštva s palmo (na trakcu izvezeno »VIETNAM 1966-1968«)
- vietnamski križec viteštva s palmo (na trakcu izvezeno »VIETNAM 1968-1970«)
- vietnamska medalja časti za civilno akcijo prvega razreda (na trakcu izvezeno »VIETNAM 1966-1970«)

## Simboli divizije
Narokavni divizijski našitek
Pripadniki divizije na rokavu nosijo našitek z rdečim taro listom s pecljem, usmerjenim navzgor; na listu je bledo rumena strela, obkrožen pa je z rumeno vrvico. Taro list simbolizira izvor divizije, saj je taro značilen za Havajsko otočje, medtem ko strela prikazuje način, kako deluje divizija, s hitrostjo, natančnostjo in veliko udarno močjo.
Razločitvena enotna insignija
Razločitvena enotna insignija je zlato pobarvan kovinski in emajliran znak, ki je sestavljen iz vulkana, ki izpušča zlat oblak. Na sredini vulkana je navpično položena strela, ki je zgoraj rdeča in spodaj zlata; strela je obkrožena s parom zelenih palmovih vej, pri čemer sta veji obrnjeni tako, da je sama veja na obrobju znaka, medtem ko so listi usmerjeni proti sredini znaka. Strela, ki je povzeta po narokavnem našitku, in palmovi veji, predstavljata divizijski vzdevek Tropska strela. Deluječ vulkan predstavlja domačo zvezno državo Havaji.

## Misija divizije
METL divizije zajema:
- pripravljenost, varovanje in premestitev
- izvrševanje bojnih vojaških operacij
- izvrševanje C4ISR
- izvrševanje varnostnih, podpornih in stabilizacijskih operacij
- ohranitev bojne sile
- obramba bojne sile

## Izurjenost in sposobnost
Divizija je sposobna in izurjena za:
1. napad in uničenje sovražnikovih sil oz. zavzetje ključnih položaje
2. obraniti in uničiti sovražnikove sile oz. obdržati ključne položaje
3. izvesti zračne desante bataljonske moči
4. izvesti MOUT operacije
5. okrepiti oz. biti okrepljen s strani zavezniških sil oz. ameriških sil in sodelovati v kombiniranih/združenih operacijah
6. zaledne operacije
7. pregledovanje terena
8. napadalno izvidništvo
9. protiuporniško bojevanje
10. zatrtje civilnih nemirov
11. pomoč pri naravnih nesrečah
12. ukrepati pri CAIRA
13. mirovne operacije
14. razkazovanje sile
15. evakuacijo ameriških državljanov

## Struktura
1. december 1943
- 27. pehotni polk
- 35. pehotni polk
- 161. pehotni polk
- 65. bojnoinženirski bataljon
- 25. izvidniški trop (mehanizirani)
- 25. medicinski bataljon
- 8. poljski artilerijski bataljon (105mm havbica)
- 64. poljski artilerijski bataljon (105mm havbica)
- 89. poljski artilerijski bataljon (105mm havbica)
- 90. poljski artilerijski bataljon (105mm havbica)
- vod vojaške policije
- 25. četa za oskrbo s strelivom
- 25. komunikacijska četa
- 725. lahko vzdrževalna četa za oskrbo s strelivom

Junij 1952
- 14. pehotni polk
- 27. pehotni polk
- 35. pehotni polk
- 8. poljski artilerijski bataljon
- 64. poljski artilerijski bataljon
- 69. poljski artilerijski bataljon
- 90. poljski artilerijski bataljon
- 89. tankovski bataljon
- 25. izvidniška četa
- 21. protiletalski artilerijski bataljon
- 25. komunikacijska četa
- 725. četa za oskrbo s strelivom
- 25. oskrbovalna četa
- 65. inženirski bataljon
- 25. medicinski bataljon
- 25. četa vojaške policije

31. januar 1970
- stalne ali dodeljene enote

- HHC, 25. pehotna divizija
- HHC, 1. brigada, 25. pehotna brigada
- aviacijski element [YELLOW JACKET]
- HHC, 2. brigada, 25. pehotna divizija
- HHC, 3. brigada, 25. pehotna divizija
- aviacijski element [SNOOPY]
- HHB, artilerija 25. pehotne divizije
- HHC in band, 25. divizijsko podporno poveljstvo
- 25. administracijska četa
- 2. bataljon, 34. oklepni polk (oslabljen)

- četa B dodeljena 1. pehotni diviziji
- četa C dodeljena 1. brigadi 5. pehotne divizije

- 1. bataljon 8. poljski artilerijski polk (105mm havbica)
- 7. bataljon 11. poljski artilerijski polk (105mm havbica)
- 3. bataljon 13. poljski artilerijski polk (155mm havbica)
- 2. bataljon 77. poljski artilerijski polk (105mm havbica)
- 265. poljskoartilerijski odred (radarski)
- 25. aviacijski bataljon

- četa A [LITTLE BEAR]
- četa B [DIAMONDHEAD]
- 3. eskadron, 4. konjeniški polk
- trop D (zračna konjenica) [CENTAUR]

- 9. kemični odred
- 65. inženirski bataljon
- 1. bataljon (mehanizirani), 5. pehotni polk
- 4. bataljon, 9. pehotni polk
- 2. bataljon, 14. pehotni polk
- 2. bataljon (mehanizirani), 22. pehotni polk
- 3. bataljon, 22. pehotni polk
- 4. bataljon (mehanizirani), 23. pehotni polk
- 1. bataljon, 27. pehotni polk
- 2. bataljon, 27. pehotni polk
- četa F (rangerji), 75. pehotni polk
- 38. pehotni vod (izvidniški psi)
- 44. pehotni vod (izvidniški psi)
- 46. pehotni vod (izvidniški psi)
- 66. pehotni vod (bojni sledilci)
- 725. vzdrževalni bataljon
- 25. medicinski bataljon
- 18. vojaškozgodovinski odred
- 25. vojaškoobveščevalna četa
- 25. četa vojaške policije
- 15. javnoinformacijski odred
- 20. javnoinformacijski odred
- 125. komunikacijski bataljon
- 25. oskrbovalni in transportni bataljon

- priključene enote

- 372. četa Varnostne agencije KOV ZDA (ASA)
- 341. aviacijski odred
- 362. aviacijski odred
- baterija B (avtomatsko orožje, SP), 5. bataljon, 2. artilerijski polk
- vod, baterija I, 29. artilerijski polk
- 258. poljskiartilerijski odred (protiminometni radarski)
- 3. vod, 2. četa za civilne zadeve
- 20. medicinski odred (preventivna medicina)
- 40. medicinski odred
- 159. medicinski odred (helikopterska ambulanta) [DUSTOFF]
- 44. odred za oskrbo s strelivom (odstranjevanje eksplozivnih sredstev)
- 390. oskrbovalni odred (bencinski)
- Specialnovarnostni odred KOV ZDA
- 5. vremenski eskadronski odred (USAF)

- operacijska kontrola

- 3. brigada, 9. pehotna dvizija
- 2. bataljon, 4. artilerijski polk (105mm havbica)
- 571. inženirska četa (bojni)
- 2. bataljon, 47. pehotni polk
- 6. bataljon, 31. pehotni polk
- 2. bataljon, 60. pehotni polk
- 5. bataljon, 60. pehotni polk
- četa E (rangerji), 75. pehotni polk

- neposredna ali splošna podpora

- HHD, 269. aviacijski bataljon (jurišnohelikopterski)
- 116. aviacijska četa (jurišnopodpornohelikopterska [HORNET]
- 187. aviacijska četa (jurišnohelikopterska) [CRUSADERS]
- 242. aviacijska četa (jurišnopodpornohelikopterska) [MULE SKINNER]
- štab in baterija A, 6. bataljon 15. artilerijski polk
- 554. inženirski bataljon (konstrukcijski)
- četa C, 588. inženirski bataljon (bojni)
- 362. inženirska četa
- 501. inženirska četa (deminerska)
- 515, inženirski vod (asfaltno konstrukcijski)
- 94. vzdrževalna četa
- 12. evakuacijska bolnišnica
- 4. medicinski odred
- 45. medicinski odred (kirurški, MUST)
- 277. servirni bataljon (ponovnooskrbovalni)
- četa B, 36. komunikacijski bataljon
- HHD, 86. komunikacijski bataljon (podporni)
- 578. komunikacijska četa (podporna)
- 587. komunikacijska četa (podporna)
- 53. komunikacijski odred
- 283. komunikacijski odred
- 20. transportna četa (letalska)
- 61. transportni odred
- 325. vremenski odred
- 8. zračnopostajni odred (USAF)

- elementi 2. poljske sile z občasnim sodelovanjem

- 7. bataljon, 8. artilerijski polk (8" havbica)
- 2. bataljon, 20. artilerijski polk (zračnoraketni) [BLUE MAX]
- 1. bataljon, 27. artilerijski polk (155mm havbica)
- 2. bataljon, 32. artilerijski polk (175mm/8"havbica)
- 5. bataljon, 42. artilerijski polk (155mm havbica)
- 145. aviacijski bataljon
- 118. aviacijska četa (jurišnohelikopterska) [THUNDERBIRD]
- 222. aviacijski bataljon (bojni)
- 73. aviacijska četa (nadzorna [ OV-1 ]
- 74. aviacijska četa (izvidniška) [Bird Dog]
- 187. aviaicjska četa (izvidniška) [Bird Dog]
- 240. aviacijska četa (jurišnohelikopterska)
- 93. inženirski bataljon (konstrukcijski)
- 168. inženirski bataljon
- 595. inženirska četa (lahka oprema)
- 588. inženirski bataljon (bojni)
- 362. inženirska četa (lahka oprema)

- elementi VL ZDA z občasnim sodelovanjem

- 19. taktični zračnopodporni eskadron (prednja zračna kontrola; OV-10) [ISSUE]
- 3. taktično lovsko krilo (F-100; A-37)
- 31. taktično lovsko krilo (F-100)
- 35. taktično lovsko krilo (F-100)
- 8. jurišni eskadron (A-37)

Julija 2005
- 1. brigada, 25. pehotna divizija (lahka)

- 1. bataljon 33. oklepnega polka
- 1. bataljon 24. pehotnega polka
- 2. bataljon 8. poljskega artilerijskega polka
- 1. bataljon 5. pehotnega polka
- 3. bataljon 21. pehotnega polka

- 2. brigada

- 1. bataljon 14. pehotnega polka
- 1. bataljon 21. pehotnega polka
- 1. bataljon 27. pehotnega polka
- 2. bataljon 11. poljskega artilerijskega polka
- 225. prednji podporni bataljon

- 3. brigada

- 2. bataljon 5. pehotnega polka
- 2. bataljon 27. pehotnega polka
- 2. bataljon 35. pehotnega polka
- 3. bataljon 7. poljskega artilerijskega polka
- 325. prednji podporni bataljon

- 4. brigada

- 4. brigadna bojna skupina, 25. pehotna divizija (lahka)

- Aviacijska brigada

- 3. bataljon 4. konjeniškega polka
- 1. bataljon 25. aviacijskega polka
- 2. bataljon 25. aviacijskega polka
- četa C 25. aviacijskega polka
- 68. medicinska četa

- Divizijsko podporno poveljstvo (DISCOM)

- 725. glavni podporni bataljon
- divizijska pisarna za upravljanje z materialom
- divizijski center za medicinske operacije

- 45. koropusna podporna skupina

- 524. korpusni podporni bataljon
- 29. inženirski bataljon
- 84. inženirski bataljon
- 17. korpusni podporni bataljon
- 125. finančni bataljon

- Divizija vojaške policije KOV ZDA - Havaji
- samostojni bataljoni:

- 65. inženirski bataljon
- 125. vojaškoobveščevalni bataljon
- 125. komunikacijski bataljon
- 556. personalni bataljon

2007
- divizijski štab (tudi Namestitvena enota)

- osrednja poveljniška postaja
- taktična poveljniška postaja
- taktična poveljniška postaja
- divizijski bataljon posebnih enot:

- komunikacijske enote
- varnostne enote

- 1. brigadna bojna ekipa:

- HHC, 1. brigada
- 1. bataljon, 5. pehotni polk
- 3. bataljon, 21. pehotni polk
- 1. bataljon, 24. pehotni polk
- 2. eskadron, 14. konjeniški polk
- 2. bataljon, 8. poljski artilerijski polk
- 1. brigadni bojni bataljon posebnih enot
- 25. podporni bataljon

- 2. brigada
- 2. brigadna bojna ekipa:
- 3. brigadna bojna ekipa:
- 4. brigadna bojna ekipa (zračnoprevozna):

- HHC, 4. brigada
- 1. bataljon, 501. pehotni polk
- 3. bataljon, 509. pehotni polk
- 1. eskadron, 40. konjeniški polk
- 2. bataljon, 377. poljski artilerijski polk
- 4. brigadni bataljon posebnih enot:

- 73. inženirska četa
- 184. vojaškoobveščevalna četa
- 176. komunikacijska četa
- 125. bojnopodporna četa

- 167. podpornega bataljona

## Pripadniki
Poveljniki divizije
| 1.  | Generalmajor Maxwell Murray           |  | (1. oktober 1941 – 29. april 1942)   |
| 2.  | Brigadni general Stanley E. Reinhart  |  | (29. april 1942 – 8. maj 1942)       |
| 3.  | Generalmajor Joseph Lawton Collins    |  | (8. maj 1942 – 18. december 1942)    |
| 4.  | Generalmajor Charles L. Mullins       |  | (18. december 1943 – 12. junij 1944) |
| 5.  | Brigadni general William B. Bradford  |  | (12. junij 1944 – ? 1944)            |
| 6.  | Generalmajor Charles L. Mullins       |  | (? 1944 – 1. september 1944)         |
| 7.  | Brigadni general William B. Bradford  |  | (1. september 1944 – ? 1944)         |
| 8.  | Generalmajor Charles L. Mullins       |  | (? 1944 – 3. september 1944)         |
| 9.  | Brigadni general William P. Bledsoe   |  | (3. september 1944 – ? 1944)         |
| 10. | Generalmajor Charles L. Mullins       |  | (? 1944 – 22. oktober 1944)          |
| 11. | Brigadni general William P. Bledsoe   |  | (22. oktober 1944 – ? 1944)          |
| 12. | Generalmajor Charles L. Mullins       |  | (? 1944 – 11. november 1944)         |
| 13. | Brigadni general William P. Bledsoe   |  | (11. november 1944 – ?)              |
| 14. | Generalmajor Charles L. Mullins       |  | (? – 30. junij 1945)                 |
| 15. | Brigadni general Everett E. Brown     |  | (30. junij 1945 – ? 1945)            |
| 16. | Generalmajor Charles L. Mullins       |  | (? 1945 – 15. maj 1948)              |
| 17. | Generalmajor William B. Kean          |  | (25. avgust 1948 – 1948)             |
| 18. | Generalmajor Joseph S. Bradley        |  | (1948 – 1951)                        |
| 19. | Generalmajor Ira P. Swift             |  | (1951 – 1952)                        |
| 20. | Generalmajor Samuel T. Williams       |  | (1952 – 1953)                        |
| 21. | Generalmajor Halley G. Maddox         |  | (1953 – 1954)                        |
| 22. | Generalmajor Leslie D. Carter         |  | (1954 – 1954)                        |
| 23. | Generalmajor Herbert B. Powell        |  | (1954 – 1956)                        |
| 24. | Generalmajor Edwin J. Messinger       |  | (1956 – 1957)                        |
| 25. | Generalmajor Archibald W. Stuart      |  | (1957 – 1958)                        |
| 26. | Generalmajor John E. Theimer          |  | (1958 – 1960)                        |
| 27. | Generalmajor J. O. Seaman             |  | (1960 – 1960)                        |
| 28. | Generalmajor James L. Richardson      |  | (1960 – 1962)                        |
| 29. | Generalmajor Ernest F. Easterbrook    |  | (1962 – 1963)                        |
| 30. | Generalmajor Andrew J. Boyle          |  | (1963 – 1964)                        |
| 31. | Generalmajor Fredrick C. Weyand       |  | (1964 – 1967)                        |
| 32. | Generalmajor John C.F. Tillison III.  |  | (1967 – 1967)                        |
| 33. | Generalmajor F.K. Mearns              |  | (1967 – 1968)                        |
| 34. | Generalmajor Ellis W. Williamson      |  | (1968 – 1969)                        |
| 35. | Generalmajor Harris W. Hollis         |  | (1969 – 1970)                        |
| 36. | Generalmajor Edward Bautz mlajši      |  | (1970 – 1971)                        |
| 37. | Generalmajor Ben Sternberg            |  | (1971 – 1971)                        |
| 38. | Generalmajor Thomas W. Mellen         |  | (1971 – 1972)                        |
| 39. | Generalmajor Robert N. Mackinnon      |  | (1972 – 1974)                        |
| 40. | Generalmajor Harry W. Brooks mlajši   |  | (1974 – 1976)                        |
| 41. | Generalmajor Williard W. Scott mlajši |  | (1976 – 1978)                        |
| 42. | Generalmajor Otis C. Lynn             |  | (1978 – 1980)                        |
| 43. | Generalmajor Alexander Weyand         |  | (1980 – 1982)                        |
| 44. | Generalmajor William H. Schneider     |  | (1982 – 1984)                        |
| 45. | Generalmajor Claude M. Kicklighter    |  | (1984 – 1986)                        |
| 46. | Generalmajor James W. Crysel          |  | (1986 – 1988)                        |
| 47. | Generalmajor Charles P. Otstott       |  | (1988 – 1990)                        |
| 48. | Generalmajor Fred. A. Gorden          |  | (1990 – 1992)                        |
| 49. | Generalmajor Robert L. Ord III.       |  | (1992 – 1993)                        |
| 50. | Generalmajor George A. Fisher         |  | (1993 – 1995)                        |
| 51. | Generalmajor John J. Maher            |  | (1995 – 1997)                        |
| 52. | Generalmajor James T. Hill            |  | (1997 – 1999)                        |
| 53. | Generalmajor William Ward             |  | (1999 – 2000)                        |
| 54. | Generalmajor James M. Dubik           |  | (2000 – 2002)                        |
| 55. | Generalmajor Eric T. Olson            |  | (2002 – 2005)                        |
| 56. | Generalmajor Benjamin R. Mixon        |  | (2005 – 2008)                        |
| 57. | Brigadni general Mick Bednarek        |  | (februar – maj 2008)                 |
| 58. | Generalmajor Robert L. Caslen mlajši  |  | (2008 – 2009)                        |
| 59. | Generalmajor Bernard S. Champoux      |  | (2009 – 2010)                        |

Nosilci medalje časti
| 1.  | Desetnik John F. Baker mlajši         |  | (5. november 1966; Quan Dau Tieng, Vietnam; vietnamska vojna)               |
| 2.  | Vodnik Ted Belcher                    |  | (19. november 1966; Plei Djerang, Vietnam; vietnamska vojna)                |
| 3.  | Naddesetnik Thomas W. Bennett         |  | (9.-10. februar 1969; Chu Pa, Vietnam; vietnamska vojna)                    |
| 4.  | Višji vodnik Hammett L. Bowen mlajši  |  | (27. junij 1969; Binh Duong, Vietnam; vietnamska vojna)                     |
| 5.  | Vodnik Cornelius H. Charlton          |  | (2. junij 1951; Chipo-ri, Koreja; korejska vojna)                           |
| 6.  | Naddesetnik John W. Collier           |  | (19. september 1950; Chindong-ni, Koreja; korejska vojna)                   |
| 7.  | Višji vodnik Raymond H. Cooley        |  | (24. februar 1945; bitka za Filipine; druga svetovna vojna)                 |
| 8.  | Naddesetnik Nicholas J. Cutinha       |  | (2. marec 1968; Gia Dinh, Vietnam; vietnamska vojna)                        |
| 9.  | Major Charles W. Davis                |  | (12. januar 1943; bitka za Guadalcanal; druga svetovna vojna)               |
| 10. | Stotnik Reginald B. Desiderio         |  | (27. november 1950; Ipsok, Koreja; korejska vojna)                          |
| 11. | Nadporočnik Stephen Holden Doane      |  | (25. marec 1969; Hua Nghia, Vietnam; vietnamska vojna)                      |
| 12. | Naddesetnik Daniel Fernandez          |  | (18. februar 1966; Cu Či, Vietnam; vietnamska vojna)                        |
| 13. | Vodnik Charles Clinton Fleek          |  | (27. maj 1967; Binh Doung, Vietnam; vietnamska vojna)                       |
| 14. | Stotnik Robert F. Foley               |  | (5. november 1966; Near Quan Dau Tieng, Vietnam; vietnamska vojna)          |
| 15. | Vodnik William G. Fournier            |  | (10. januar 1943; Mount Austen, bitka za Guadalcanal; druga svetovna vojna) |
| 16. | Stotnik Joseph Xavier Grant           |  | (13. november 1966; Vietnam; vietnamska vojna)                              |
| 17. | Naddesetnik Lewis Hall                |  | (10. januar 1943; Mount Austen, bitka za Guadalcanal; druga svetovna vojna) |
| 18. | Višji štabni vodnik Melvin Handrich   |  | (25.-26. avgust; Sobuk San, Koreja; korejska vojna)                         |
| 19. | Višji vodnik Robert W. Hartsock       |  | (23. februar 1969; Hau Nghia, Vietnam; vietnamska vojna)                    |
| 20. | Vodnik William R. Jecelin             |  | (19. september 1950; Saga, Koreja; korejska vojna)                          |
| 21. | Vojak Billy Kanell                    |  | (7. september 1951; Pyonggang, Koreja; korejska vojna)                      |
| 22. | Nadporočnik Stephen Edward Karopczyc  |  | (12. marec 1967; provinca Kontum, Vietnam; vietnamska vojna)                |
| 23. | Višji vodnik Paul R. Lambers          |  | (20. avgust 1968; provinca Taj Ninh, Vietnam; vietnamska vojna)             |
| 24. | Naddesetnik Benito Martinez           |  | (6. september 1952; Satae-ri, Koreja; korejska vojna)                       |
| 25. | Višji štabni vodnik Charles L. McGaha |  | (7. februar 1945; Luzon, bitka za Filipine; druga svetovna vojna)           |
| 26. | Stotnik Lewis L. Millett              |  | (7. februar 1951; Soam-Ni, Koreja; korejska vojna)                          |
| 27. | Štabni vodnik Donald R. Moyer         |  | (20. maj 1951; Seul, Koreja; korejska vojna)                                |
| 28. | Naddesetnik Laverne Parrish           |  | (18.-24. februar; Binalonan, bitka za Filipine; druga svetovna vojna)       |
| 29. | Naddesetnik Danny J. Petersen         |  | (9. januar 1970; provinca Taj Ninh, Vietnam; vietnamska vojna)              |
| 30. | Stotnik Riley L. Pitts                |  | (31. oktober 1967; Ap Dong, Vietnam; vietnamska vojna)                      |
| 31. | Vodnik Donn F. Porter                 |  | (7. september 1952; Mundung-ni, Koreja; korejska vojna)                     |
| 32. | Nadporočnik Ronald Eric Ray           |  | (19. junij 1966; la Drang, Vietnam; vietnamska vojna)                       |
| 33. | Nadporočnik Ruppert L. Sargent        |  | (15. marec 1967; provinca Hau Nghia, Vietnam; vietnamska vojna)             |
| 34. | Naddesetnik Russel A. Steindam        |  | (1. februar 1970; provinca Tay Ninh, Vietnam; vietnamska vojna)             |
| 35. | Naddesetnik Kenneth E. Stumpf         |  | (25. april 1967; Duc Pho, Vietnam; vietnamska vojna)                        |
| 36. | Poročnik Jerome A. Sudut              |  | (12. september 1951; Kumhwa, Koreja; korejska vojna)                        |
| 37. | Poddesetnik William Thompson          |  | (6. avgust 1950; Haman, Koreja; korejska vojna)                             |
| 38. | Nadporočnik John E. Warren mlajši     |  | (14. januar 1969; provinca Taj Ninh, Vietnam; vietnamska vojna)             |
| 39. | Desetnik Ernest E. West               |  | (12. oktober 1952; Sataeri, Koreja; korejska vojna)                         |
| 40. | Desetnik Bryant E. Womack             |  | (12. marec 1952; Sokso-ri, Koreja; korejska vojna)                          |
| 41. | Višji štabni vodnik Maximo Yabes      |  | (26. februar 1967; Phu Hoa Dong, Vietnam; vietnamska vojna)                 |
| 42. | Vodnik Marvin R. Young                |  | (21. avgust 1968; Ben Cui, Vietnam; vietnamska vojna)                       |

Slavni pripadniki
- raper Ice-T[16]
- režiser Oliver Stone[17]
- Track Palin, sin guvernerke Aljaske Sarah Palin[18]

## Divizija v popularni kulturi
- James Jones je roman Tanka rdeča linija posvetil četi 25. pehotne divizije, ki se bori na Guadalcanalu v letih 1942−43.
- V filmu Vod smrti (režiser Oliver Stone) pripadniki neimenovane enote nosijo našitke 25. pehotne divizije.
- Zgodbe iz serije The Nam se nanašajo na 4. bataljon 23. pehotnega polka, ki je del 25. pehotne divizije.
- Film Tropic Thunder je dobil naslov po divizijskem vzdevku.
- Ameriški častniki med zadnjo misijsko pripravo v videoigri Command & Conquer: Red Alert nosijo našitke 25. pehotne divizije.